# Tim Flowers
Timothy David Flowers, detto Tim (Kenilworth, 3 febbraio 1967) è un allenatore di calcio ed ex calciatore inglese.

## Carriera

### Giocatore

#### Club
Flowers ha iniziato la sua carriera con il Wolverhampton nel 1984, passando poi al Southampton, allo Swindon Town, al Blackburn, al Leicester City, allo Stockport County e al Coventry City. Ha giocato in tutto più di 520 partite nei campionati inglesi.
Quando si è trasferito dal Southampton al Blackburn nel 1993 per 2,4 milioni di sterline, è stato il trasferimento più costoso per un portiere inglese all'epoca. Ha vinto una Premiership con il Blackburn nel 1995.

#### Nazionale
Flowers ha collezionato 11 presenze con la Nazionale inglese tra il 1993 e il 1998. È stato convocato per gli Europei 1996 in Inghilterra e per i Mondiali 1998 in Francia. Si è ritirato nel 2003.

### Allenatore
È stato l'allenatore dei portieri del Manchester City dal ritiro fino al 2007, e il 19 febbraio 2007 è diventato l'assistante del Manager Iain Dowie al Coventry City. Ha lasciato il Coventry l'11 febbraio 2008 dopo il licenziamento di Dowie.

## Statistiche

### Cronologia presenze e reti in nazionale
| Cronologia completa delle presenze e delle reti in nazionale ― Inghilterra | Cronologia completa delle presenze e delle reti in nazionale ― Inghilterra | Cronologia completa delle presenze e delle reti in nazionale ― Inghilterra | Cronologia completa delle presenze e delle reti in nazionale ― Inghilterra | Cronologia completa delle presenze e delle reti in nazionale ― Inghilterra | Cronologia completa delle presenze e delle reti in nazionale ― Inghilterra | Cronologia completa delle presenze e delle reti in nazionale ― Inghilterra | Cronologia completa delle presenze e delle reti in nazionale ― Inghilterra |
| Data                                                                       | Città                                                                      | In casa                                                                    | Risultato                                                                  | Ospiti                                                                     | Competizione                                                               | Reti                                                                       | Note                                                                       |
| -------------------------------------------------------------------------- | -------------------------------------------------------------------------- | -------------------------------------------------------------------------- | -------------------------------------------------------------------------- | -------------------------------------------------------------------------- | -------------------------------------------------------------------------- | -------------------------------------------------------------------------- | -------------------------------------------------------------------------- |
| 13-6-1993                                                                  | Washington                                                                 | Brasile                                                                    | 1 – 1                                                                      | Inghilterra                                                                | Amichevole                                                                 | -1                                                                         |                                                                            |
| 17-5-1994                                                                  | Londra                                                                     | Inghilterra                                                                | 5 – 0                                                                      | Grecia                                                                     | Amichevole                                                                 | -                                                                          |                                                                            |
| 16-11-1994                                                                 | Londra                                                                     | Inghilterra                                                                | 1 – 0                                                                      | Nigeria                                                                    | Amichevole                                                                 | -                                                                          |                                                                            |
| 29-3-1995                                                                  | Londra                                                                     | Inghilterra                                                                | 0 – 0                                                                      | Uruguay                                                                    | Amichevole                                                                 | -                                                                          |                                                                            |
| 3-6-1995                                                                   | Londra                                                                     | Inghilterra                                                                | 2 – 1                                                                      | Giappone                                                                   | UMC                                                                        | -1                                                                         |                                                                            |
| 8-6-1995                                                                   | Leeds                                                                      | Inghilterra                                                                | 3 – 3                                                                      | Svezia                                                                     | UMC                                                                        | -3                                                                         |                                                                            |
| 11-6-1995                                                                  | Londra                                                                     | Inghilterra                                                                | 1 – 3                                                                      | Brasile                                                                    | UMC                                                                        | -3                                                                         |                                                                            |
| 23-5-1996                                                                  | Pechino                                                                    | Cina                                                                       | 0 – 3                                                                      | Inghilterra                                                                | Amichevole                                                                 | -                                                                          | 46’                                                                        |
| 4-6-1997                                                                   | Nantes                                                                     | Inghilterra                                                                | 2 – 0                                                                      | Italia                                                                     | Amichevole                                                                 | -                                                                          |                                                                            |
| 25-3-1998                                                                  | Berna                                                                      | Svizzera                                                                   | 1 – 1                                                                      | Inghilterra                                                                | Amichevole                                                                 | -1                                                                         |                                                                            |
| 27-5-1998                                                                  | Casablanca                                                                 | Marocco                                                                    | 0 – 1                                                                      | Inghilterra                                                                | Amichevole                                                                 | -                                                                          |                                                                            |
| Totale                                                                     |                                                                            | Presenze                                                                   | 11                                                                         |                                                                            | Reti                                                                       | -9                                                                         |                                                                            |

## Palmarès

### Club
- Campionato inglese: 1

Blackburn: 1994–1995
- Coppa di Lega inglese: 1

Leicester City: 1999-2000

### Individuale
- FA Premier League Player of the Month: 1

Gennaio 1996-97